# UCO
Unidad Central Operativa (ou simplesmente, U.C.O.) é uma série de televisão produzida pelo Grupo Ganga Producciones S.L. para o canal TVE na Espanha.

## Elenco
- Miguel Ángel Solá ..... Capitão Sierra
- Esther Ortega ..... Sargenta Laura Andrún
- Ana Torrent ..... Julia Guzmán
- Sancho Gracia ..... Ramón Garrido
- Juan Ribó ..... Luis Seisdedos
- Eleazar Ortiz ..... Nicolás Segura
- Alfonso Bassave ..... Pablo Molina
- Celia Pastor ..... Marina Izquierdo
- Mikel Losada ..... Nacho
- Eric Francés ..... El Chef
- Esmeralda Moya ..... Blanca Sierra
- Pastora Vega ..... Carmen
- Junio Valverde ..... Jesús